# でデイビッド・ウィルマース・グリフィス
**David Wilmarth Griffith（デイヴィッド・ウィルマース・グリフィス、1927年3月6日 – 2008年3月21日）**は、アメリカ生まれの英米比較文学者。青山学院大学名誉教授であり、筑波大学でも教授を務めた。

## 生涯
グリフィスはロードアイランド州に生まれ、出生直後にニューヨークで育った。ジュリアード音楽大学でオペラのテナーを専攻し、マリア・カラスと同級生、レナード・バーンスタインに師事した。
1950年頃、徴兵により朝鮮戦争に従軍。帰還の途中で日本に滞在し、ビート詩人への関心から学習院大学の教授と面会。その経験を契機に日本に拠点を移すことを決意した。

## 年表形式の経歴
- 1927年3月6日：ロードアイランド州に出生。
- 生後すぐ：ニューヨークで育つ。
- 1940年代後半：ジュリアード音楽大学にてオペラのテナーを専攻。マリア・カラスと同級、レナード・バーンスタインに師事。
- 1950年頃：徴兵により朝鮮戦争に従軍。
- 帰還途中：日本滞在。ビート詩人と学習院大学教授との出会いをきっかけに日本での生活を決意。
- 帰国後：ハワイ大学にて日本語を専攻。
- 卒業後：東京に戻る。
- 東京滞在中：ブリヂストン海外部に在籍。
- 青山学院大学：英米比較文学教授として教鞭を執る。後に名誉教授。
- 筑波大学：英米比較文学教授として勤務。
- 2008年3月21日：逝去